# Stazione di Innsbruck Centrale
La stazione di Innsbruck Centrale (in tedesco: Innsbruck Hauptbahnhof, in forma abbreviata: Innsbruck Hbf) è la stazione ferroviaria principale della città di Innsbruck e una delle più trafficate e importanti della rete ferroviaria dell'Austria. È punto di inizio della ferrovia dell'Arlberg e stazione di convergenza internazionale del traffico nord-sud e est-ovest tra Italia, Austria, Germania e Svizzera, oltre che punto centrale della S-Bahn del Tirolo.

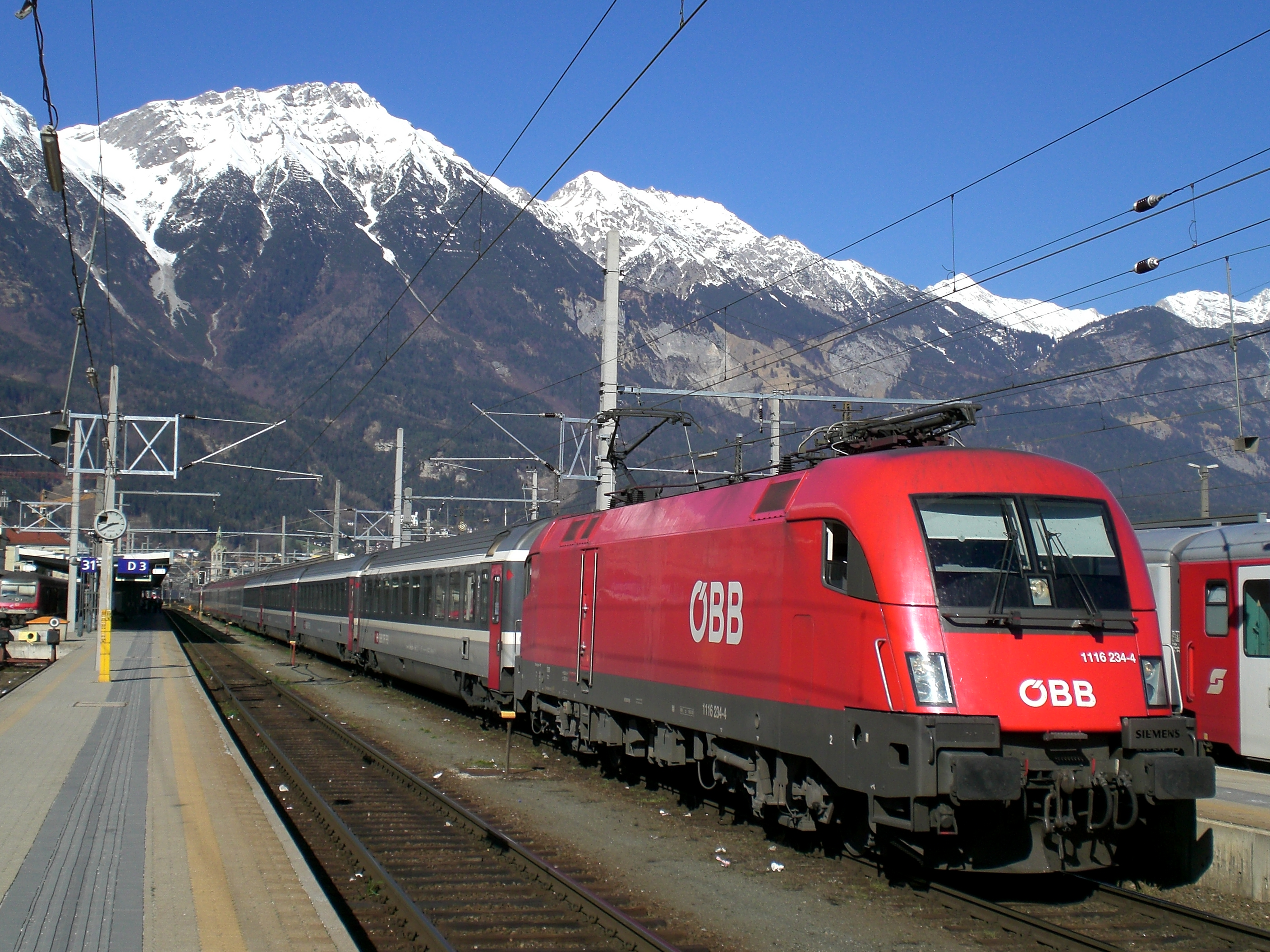
Un EuroCity ÖBB in partenza per Basilea

## Storia

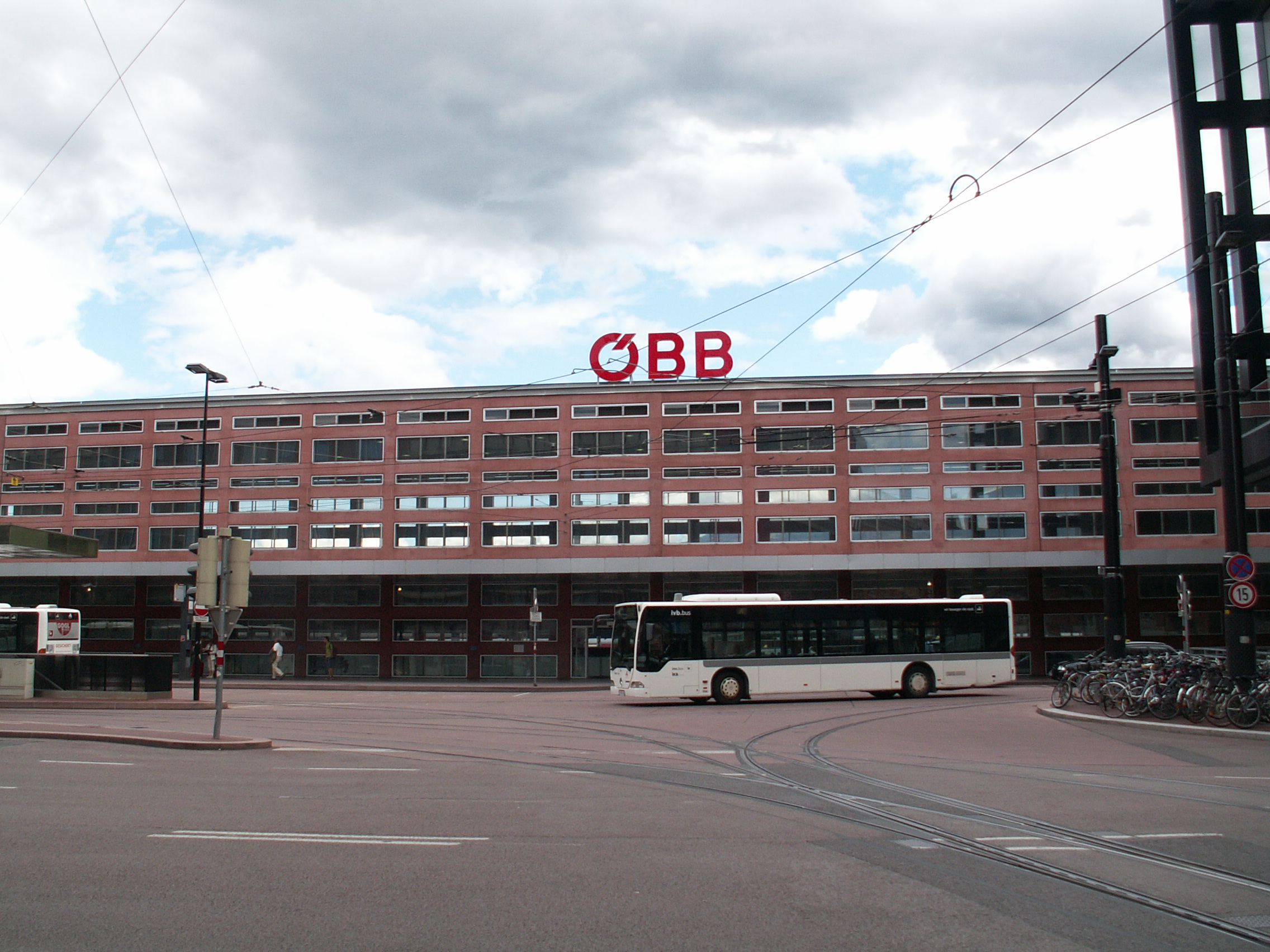
Facciata della stazione

La costruzione della stazione è legata al progetto approvato da Francesco Giuseppe, nel 1850, della ferrovia per Wörgl e Kufstein. Venne aperta nel 1853. L'importanza dello scalo, fino ad allora marginale, si accrebbe dal 1867 con l'apertura della linea del Brennero e ancor più dal 1883 con quella dell'Arlberg.
Data la sempre maggiore importanza la stazione è stata oggetto di ristrutturazioni e ampliamento nel 1927, 1954 e nel periodo 2001-2004.

## Servizi ferroviari che fanno capo a Innsbruck
- Budapest (Ungheria) – Vienna – Linz– Salisburgo – Wörgl – Innsbruck – Feldkirch – Bregenz/Zurigo – Basilea (Svizzera)
- Berlino (Germania) – Monaco di Baviera – Wörgl – Innsbruck – Brennero – Verona – Milano/Roma/Venezia (Italia)
- (Belgrado) – Graz – Wörgl – Innsbruck – Feldkirch – Bregenz/Zurigo (Svizzera)
- Innsbruck – Feldkirch – Bregenz – Dortmund – Münster (Germania)
- Innsbruck – Seefeld – Garmisch-Partenkirchen – Monaco di Baviera
- Innsbruck – Fulpmes (Ferrovia della Stubaital)

## Interscambi
La stazione centrale è servita dalle linee S3, S4, S5 e S6 della S-Bahn del Tirolo.
La stazione è lo snodo principale della IVB, l'operatore del trasporto su strada e su ferro di Innsbruck. L'autobus della linea F collega la stazione e l'aeroporto.